# Difusividade magnética
A difusividade magnética é um parâmetro em física de plasma. Ela aparece no número de Reynolds magnético. A difusividade magnética é definida como:
{\displaystyle \eta ={\frac {1}{\mu _{0}\sigma _{0}}}}.
- {\displaystyle \mu _{0}} é a permeabilidade do espaço livre.
- {\displaystyle \sigma _{0}={\frac {n_{e}e^{2}}{m_{e}\nu _{c}}}} é a condutividade do plasma devido a colisões de Coulomb ou neutras.
  - {\displaystyle n_{e}} é a densidade de elétrons.
  - {\displaystyle e} é a carga do elétron.
  - {\displaystyle m_{e}} é a massa do elétron.
  - {\displaystyle \nu _{c}} é a frequência de colisão.